# Bouzonville
Bouzonville (deutsch Busendorf, lothringisch Busendroff) ist eine französische Kleinstadt mit 3824 Einwohnern (Stand 1. Januar 2022) im Département Moselle in der Region Grand Est (bis 2015 Lothringen). Sie gehört zum Arrondissement Forbach-Boulay-Moselle und zum Kanton Bouzonville.
Die Einwohner nennen sich Bouzonvillois.

## Geographie
Die Kleinstadt liegt am rechten Ufer der Nied, etwa 36 Kilometer nordöstlich von Metz, 14 Kilometer nördlich von Boulay-Moselle (Bolchen), etwa 18 Kilometer westlich von Saarlouis und 30 Kilometer östlich von Thionville (Diedenhofen).
Zu Bouzonville gehören die Ortsteile Heckling (Hecklingen), Benting (Bentingen) und Aidling (Aidlingen).

## Geschichte

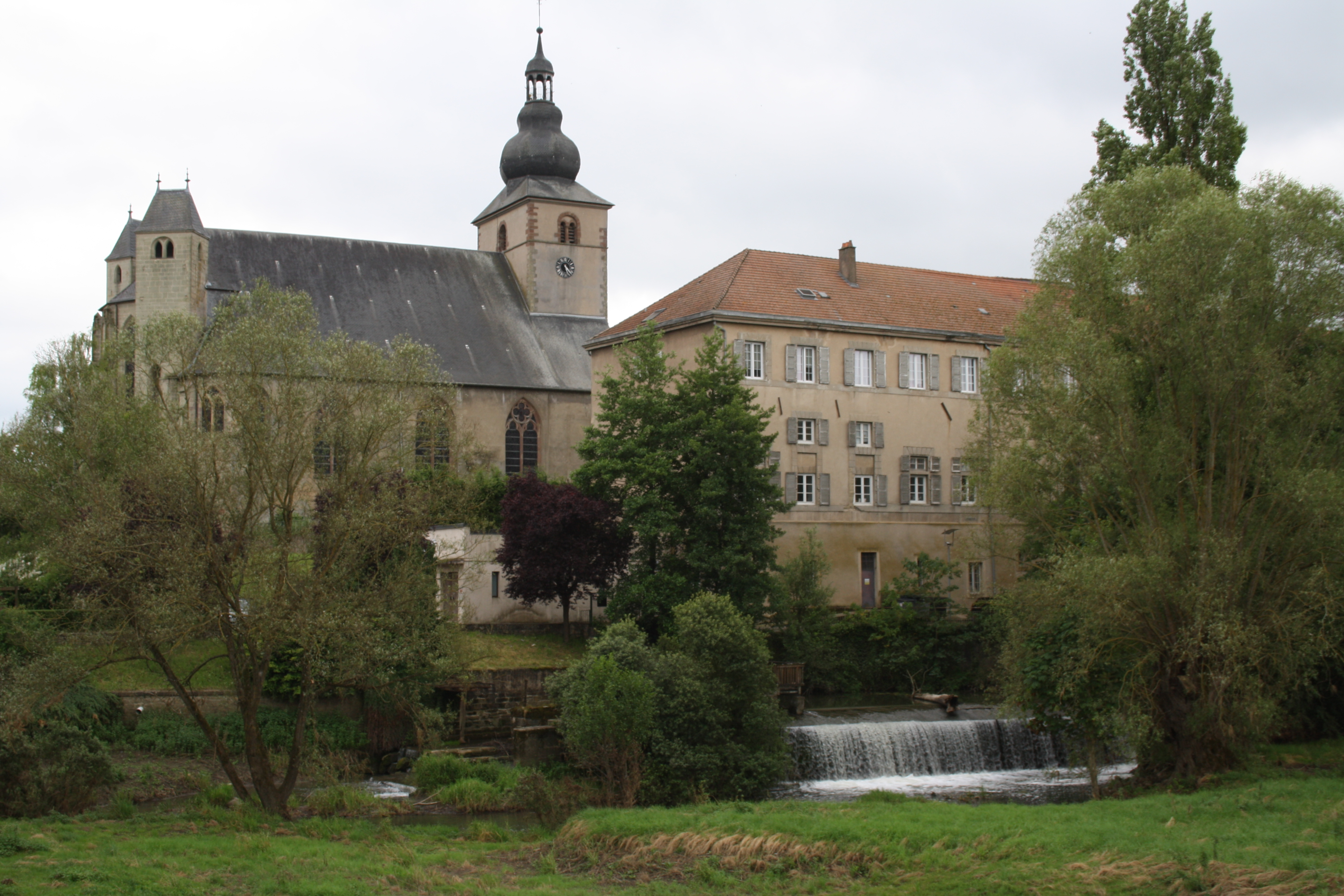
Abteigebäude Heilig Kreuz am Hochufer der Nied

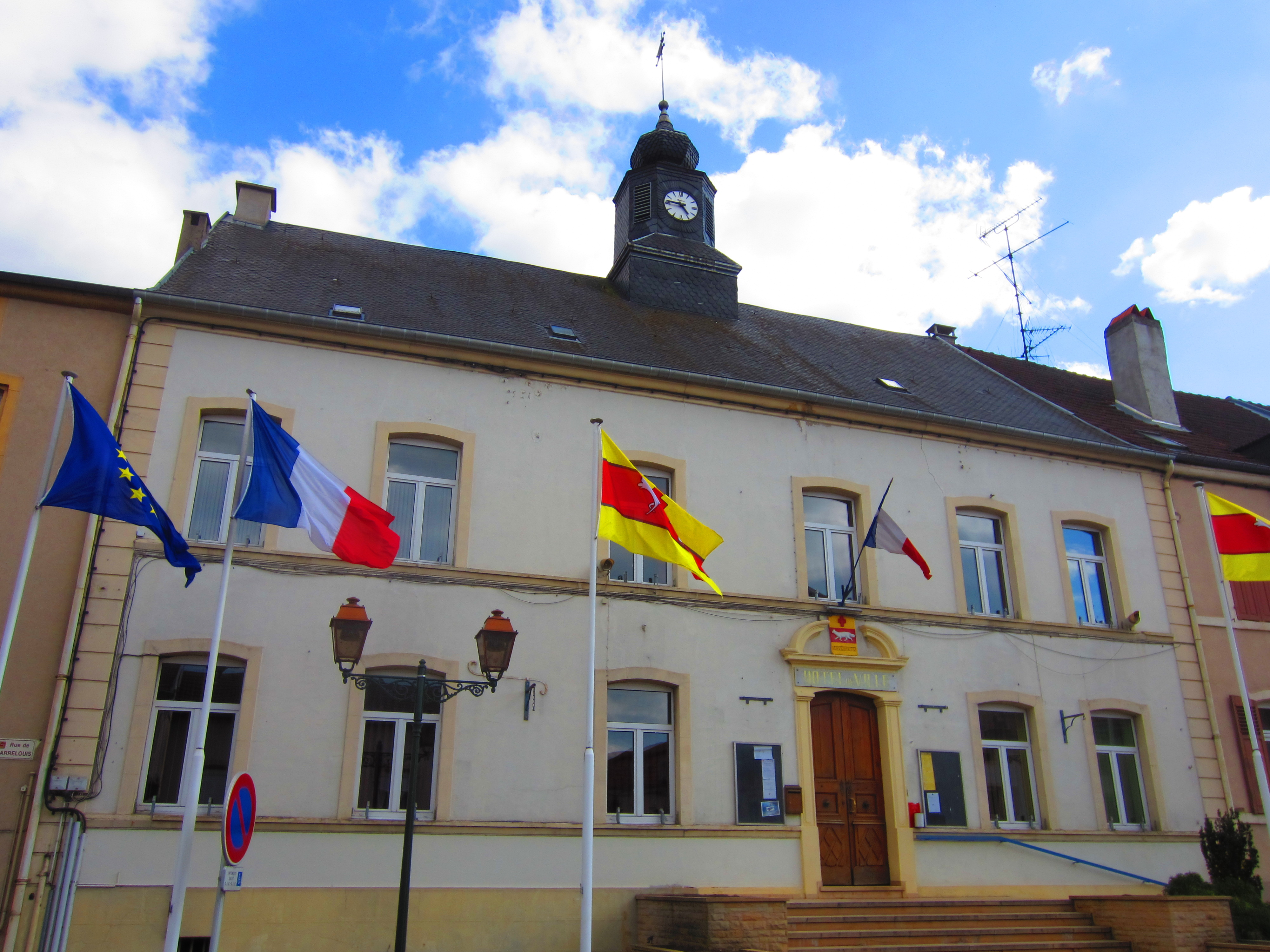
Hôtel de ville (Rathaus)

Im Jahr 1033 stifteten die Grafen von Metz hier eine Benediktinerabtei. Der Ort selbst wird 1106 als Buosonis villa urkundlich erwähnt. Die deutsche Namensform erscheint 1176 als Bosendorph. Im Bestimmungswort steht der Personenname Boso. Gelegentlich wird als Namensgeber des Ortes König Boso von Vienne genannt, der sich hier einen Landsitz habe errichten lassen.
Im Jahr 1766 wurde Bouzonville zusammen mit dem Herzogtum Lothringen dem Königreich Frankreich angegliedert. Nach dem Frieden von Frankfurt am 10. Mai 1871 kam der Ort von Frankreich an Deutschland und wurde dem Kreis Bolchen im  Bezirk Lothringen des Reichslandes Elsaß-Lothringen zugeordnet. Um 1900 hatte Busendorf eine katholische Kirche, eine Synagoge, ein Amtsgericht, einen Bahnhof an der Eisenbahnlinie  Diedenhofen – Teterchen, eine Oberförsterei, eine Walzengießerei und eine Handschuhfabrik.
Nach dem Ersten Weltkrieg musste Busendorf aufgrund der Bestimmungen des Versailler Vertrags an Frankreich abgetreten werden. In den Jahren 1926–1939 wurden in der Umgebung Verteidigungsanlagen  der französischen Maginot-Linie errichtet. Ab dem Jahr 1940 bis zur Einnahme durch die Westalliierten im Jahr 1944 war es von der deutschen Wehrmacht besetzt und gehörte zum Gau Westmark.

### Demographie
| Jahr | Einwohner | Anmerkungen |
| ---- | --------- | --- |
| 1800 | 1367      | [ 6 ] |
| 1821 | 2096      | [ 6 ] |
| 1841 | 2160      | [ 6 ] |
| 1861 | 1991      | [ 6 ] |
| 1866 | 1883      | [ 7 ] |
| 1871 | 1775      | auf einer Gemarkungsfläche von 1127 Hektar, in 377 Häusern und 473 Familien, meist Katholiken, darunter 35 Protestanten und 75 Juden |
| 1880 | 1655      | am 1. Dezember, auf einer Gemarkungsfläche von 1375 Hektar, in 371 Häusern, davon 1553 Katholiken, 32 Evangelische und 70 Juden      |
| 1885 | 1622      | [ 12 ] |
| 1895 | 1608      | am 2. Dezember |
| 1900 | 1699      | meist katholische Einwohner |
| 1905 | 1967      | [ 12 ] |
| 1910 | 2176      | am 1. Dezember |
| 1921 | 1982      | [ 6 ] |
| 1931 | 2306      | [ 6 ] |
| 1946 | 2013      | [ 6 ] |

| Jahr      | 1962 | 1968 | 1975 | 1982 | 1990 | 1999 | 2007 | 2019 |
| Einwohner | 3306 | 3763 | 4232 | 4285 | 4148 | 4117 | 4178 | 3926 |

## Sehenswertes

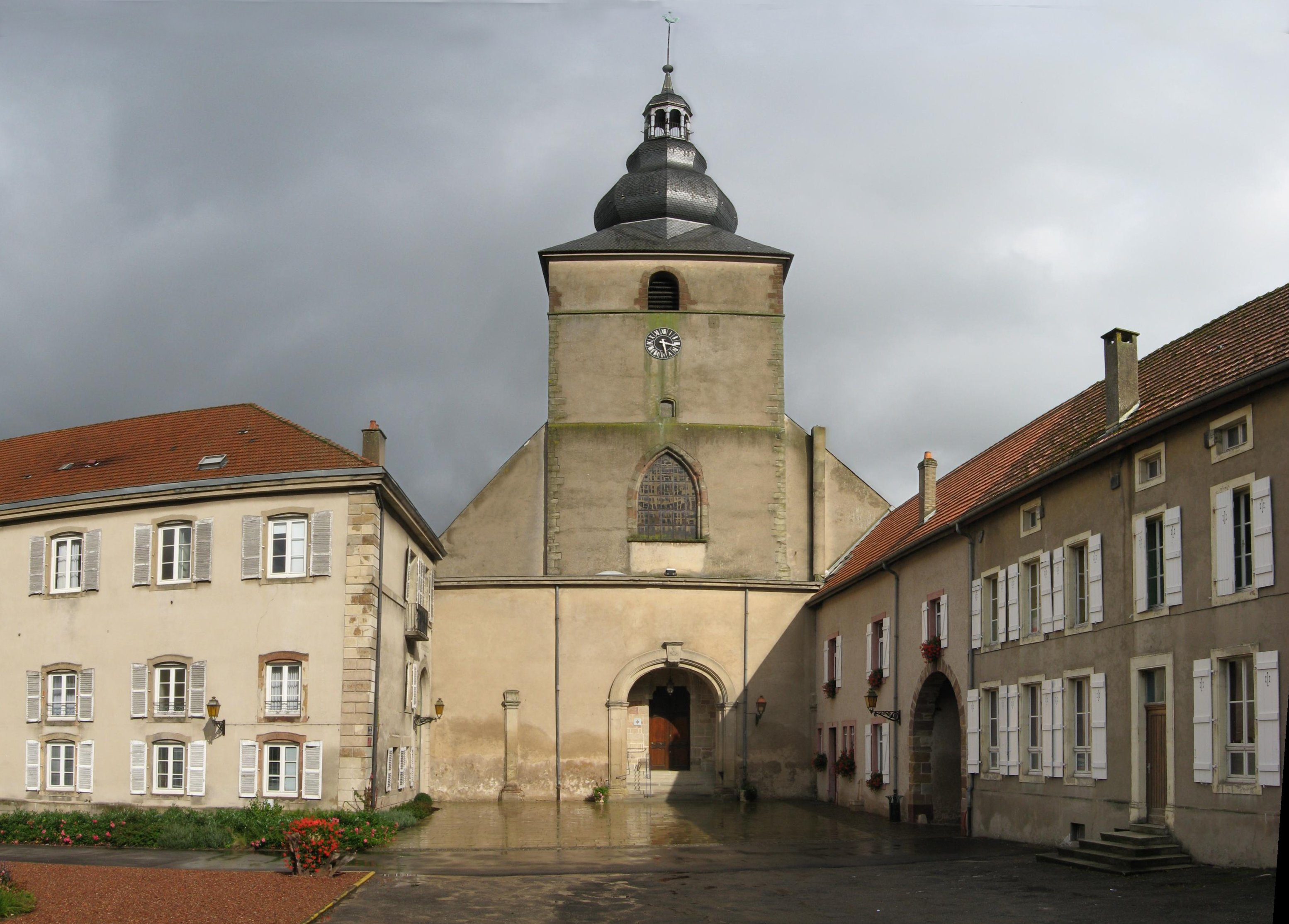
Sainte-Croix, barocke Klostergebäude am Kirchvorplatz

Die Klosterkirche der ehemaligen Abtei Sainte-Croix de Bouzonville (Abtei Heilig Kreuz) ist eine querhauslose gotische Pseudobasilika mit offener Vorhalle. Der Turm erhielt in der Barockzeit eine Welsche Haube. Das Chorgestühl mit figürlichen Schnitzereien entstammt der Barockzeit. Der Chorabschluss der Kirche verfügt über zwei für Lothringen typische Chorflankentürme. Das Mittelschiff ist 17 m hoch, die Seitenschiffe erreichen eine Höhe von 10 m. In den Blattkapitellen der Säulen des Triumphbogens erscheinen Menschen und Tiere. Die Schlusssteine der Gewölbe zeigen neben dem Osterlamm mehrere Adels- und Abtswappen.

## Partnerschaft
Seit 1979 besteht eine Partnerschaft zur benachbarten saarländischen Gemeinde Rehlingen-Siersburg.

## Persönlichkeiten
- Louis Hackspill (1871–1945), Abgeordneter
- Julien Schvartz (1925–2014), Abgeordneter und Bürgermeister
- Max Stiff (1890–1966), Landrat in Hildesheim von 1922 bis 1925, Landrat in Münster von 1929 bis 1933
- Marc Stutz-Boukouya (* 1961), Posaunist, Dirigent und Komponist

## Verkehr

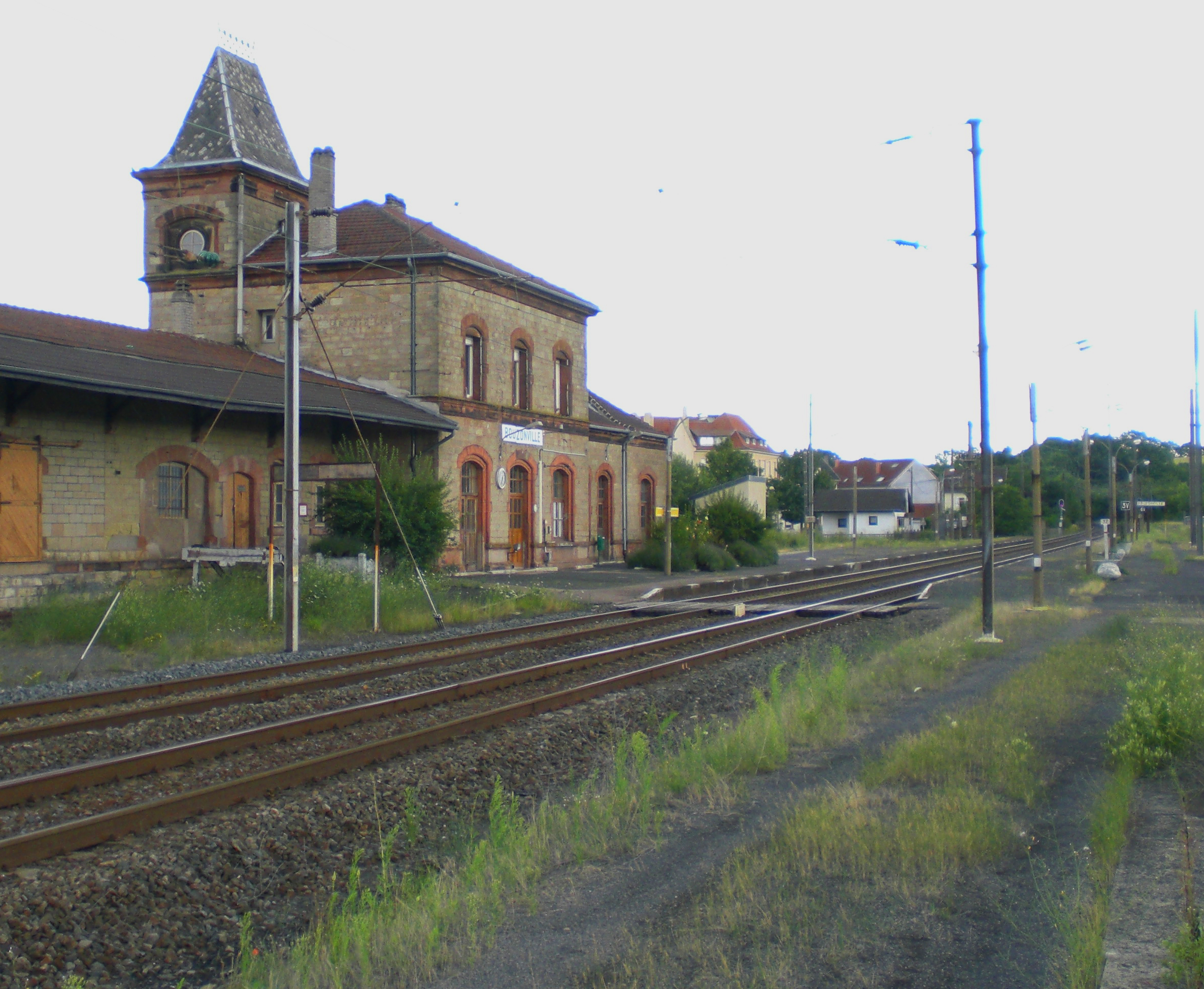
Bahnhof

Der Bahnhof Bouzonville liegt an der Bahnstrecke Völklingen–Thionville und der Bahnstrecke Dillingen–Bouzonville.
Die durch den Ort verlaufende Nationalstraße N 418 wurde 1973 zur Departementsstraße D 918 abgestuft.